# Магдалена Гжибовська
Магдалена Гжибовська (пол. Magdalena Grzybowska; нар. 22 листопада 1978) — колишня польська тенісистка.
Найвищу одиночну позицію світового рейтингу — 30 місце досягла 10 серпня 1998, парну — 86 місце — 15 вересня 1997 року.
Здобула 4 одиночні та 3 парні титули.
Найвищим досягненням на турнірах Великого шолома було 3 коло в одиночному розряді.
Завершила кар'єру 2002 року.

## Фінали ITF
| турніри $75,000 |
| турніри $50,000 |
| турніри $25,000 |
| турніри $10,000 |

### Одиночний розряд: 6 (4–2)
| Результат | Ранг | Дата            | Турнір                     | Покриття | Суперниця        | Рахунок       |
| --------- | ---- | --------------- | -------------------------- | -------- | ---------------- | ------------- |
| Поразка   | 1.   | 17 липня 1994   | ITF Ольштин, Польща        | Ґрунт    | Генрієта Надьова | 4–6, 6–2, 4–6 |
| Перемога  | 2.   | 14 серпня 1994  | ITF Щецин, Польща          | Ґрунт    | Алена Вашкова    | 7–6, 6–2      |
| Поразка   | 3.   | 8 травня 1995   | ITF Щецин, Польща          | Ґрунт    | Александра Фусаї | 5–7, 6–7      |
| Перемога  | 4.   | 25 вересня 1995 | ITF Братислава, Словаччина | Ґрунт    | Жанетта Гусарова | 2–6, 6–4, 6–1 |
| Перемога  | 5.   | 10 серпня 1997  | ITF Сопот, Польща          | Ґрунт    | Деніса Хладкова  | 6–3, 6–2      |
| Перемога  | 6.   | 5 жовтня 1997   | ITF Санта-Клара, США       | Тверде   | Кього Нагацука   | 6–1, 7–5      |

### Парний розряд: 4 (3–1)
| Результат | Ранг | Дата            | Турнір                     | Покриття | Партнерка            | Суперниці                        | Рахунок  |
| --------- | ---- | --------------- | -------------------------- | -------- | -------------------- | -------------------------------- | -------- |
| Перемога  | 1.   | 17 червня 1995  | ITF Гечо, Іспанія          | Ґрунт    | Марія Фернанда Ланда | Майке Каутстал Седа Норландер    | 6–2, 6–4 |
| Перемога  | 2.   | 28 серпня 1995  | ITF Афіни, Греція          | Ґрунт    | Генрієта Надьова     | Коріна Мораріу Хрістіна Захаріду | w/o      |
| Поразка   | 3.   | 25 вересня 1995 | ITF Братислава, Словаччина | Ґрунт    | Іветте Бастінг       | Петра Лангрова Радка Зрубакова   | 3–6, 1–6 |
| Перемога  | 4.   | 1 серпня 1999   | ITF Битом, Польща          | Ґрунт    | Ева Бес              | Хісела Рієра Ралука Санду        | 6–4, 7–5 |